# Ihr, die ihr euch von Christo nennet, BWV 164

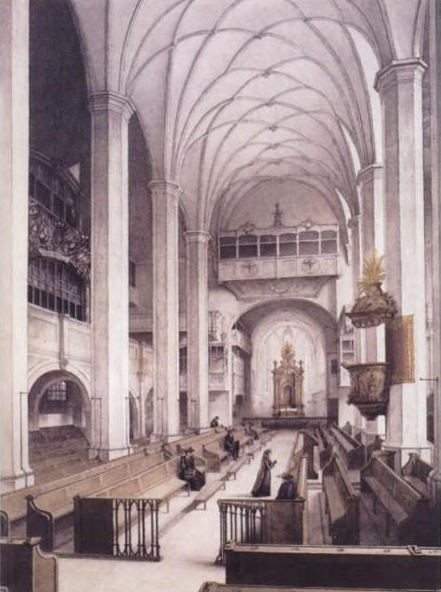
Thomaskirche, Leipzig.

Ihr, die ihr euch von Christo nennet, BWV 164 (en español, Tú que te llamas Cristo) es una cantata de iglesia compuesta por Johann Sebastian Bach en Leipzig para el decimotercer domingo después de Trinidad y la interpretó por primera vez el 26 de agosto de 1725.

## Historia y texto
Bach escribió la cantata en su tercer año en Leipzig para el decimotercer domingo después de Trinidad. Utilizó el texto de una cantata escrito por Salomo Franck en Weimar, publicado en Evangelisches Andachts-Opffer en 1715, como ya lo había hecho en Tue Rechnung! Donnerwort, BWV 168, cuatro semanas antes. Las lecturas prescritas para el domingo fueron de la Epístola a los gálatas, la enseñanza de Pablo sobre la ley y la promesa (Gálatas 3:15-22), y del Evangelio de Lucas, la parábola del buen samaritano (Lucas 10:23-37). El amor al prójimo es el tema dominante de esta cantata, mientras que en los dos años anteriores los textos de las cantatas Du sollt Gott, deinen Herren, lieben, BWV 77 y Allein zu dir, Herr Jesu Christ, BWV 33 enfatizaban la igualdad de amar a Dios y al prójimo. La coral final es el quinto (y último) verso del himno de Elisabeth Cruciger «Herr Christ, der einig Gotts Sohn» (1524).
Bach interpretó por primera vez la cantata el 26 de agosto de 1725.

## Partitura y estructura

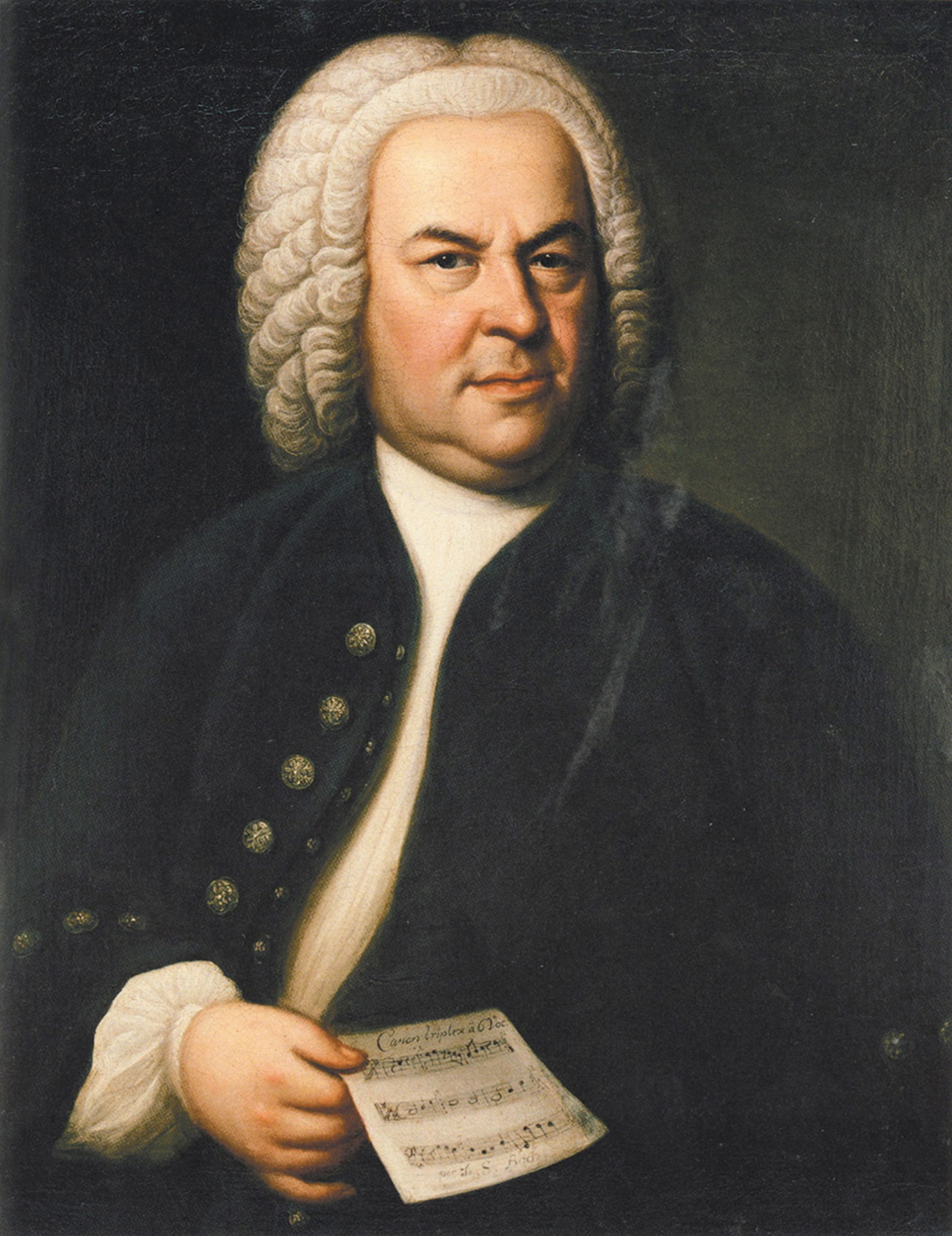
Johann Sebastian Bach, compositor de la cantata.

Como en otras cantatas con texto de Franck, el escenario es íntimo: soprano, alto, tenor y bajo solistas, dos flautas traveseras, dos oboes , dos violines, viola y bajo continuo. Solo se necesita un coro de cuatro partes para la coral de cierre, si es que lo hace. La cantata consta de seis movimientos:
1. Aria (tenor): Ihr, die ihr euch von Christo nennet
2. Recitativo (bajo): Wir hören zwar, was selbst die Liebe spricht
3. Aria (alto): Nur durch Lieb und durch Erbarmen
4. Recitativo (tenor): Ach, schmelze doch durch deinen Liebesstrahl
5. Dueto (soprano, bajo): Händen, die sich nicht verschließen
6. Coral: Ertöt uns durch dein Güte

## Música
La música para cuatro solistas y algunos instrumentos es esencialmente música de cámara. Bach establece las arias en formas que se desvían del aria da capo estándar. En el aria de tenor, las cuerdas y la voz comparten un tema, que aparece en dos mitades similares, ABA'B'. En el aria del alto, acompañada de motivos de suspiros en las flautas, la segunda sección se repite en lugar de la primera, ABB'. En el dueto, Bach logra un cuarteto, agregando a la voz de soprano y bajo los instrumentos altos al unísono y el continuo. El texto se presenta en tres secciones y se repite completamente en una cuarta sección, que imita la primera. La coral de cierre está compuesta para cuatro partes.

## Grabaciones
- Die Bachkantate Vol. 49, Helmuth Rilling, Gächinger Kantorei, Bach-Collegium Stuttgart, Edith Wiens, Julia Hamari, Lutz-Michael Harder, Walter Heldwein, Hänssler 1982
- J. S. Bach: Das Kantatenwerk – Sacred Cantatas Vol. 9, Gustav Leonhardt, Tölzer Knabenchor, Collegium Vocale Gent, Leonhardt-Consort, soloist of the Tölzer Knabenchor, Edith Wiens, Paul Esswood, Kurt Equiluz, Max van Egmond, Teldec 1987
- Bach Cantatas Vol. 6, John Eliot Gardiner, Monteverdi Choir, English Baroque Soloists, Gillian Keith, Nathalie Stutzmann, Christoph Genz, Jonathan Brown, Soli Deo Gloria 2000
- J. S. Bach: Complete Cantatas Vol. 18, Ton Koopman, Amsterdam Baroque Orchestra & Choir, Johannette Zomer, Bogna Bartosz, Christoph Prégardien, Klaus Mertens, Antoine Marchand 2002
- J. S. Bach: Cantatas for the Complete Liturgical Year Vol. 5, Sigiswald Kuijken, La Petite Bande, Gerlinde Sämann, Petra Noskaiová, Jan Kobow, Dominik Wörner, Accent 2006
- J. S. Bach: Cantatas Vol. 40, Masaaki Suzuki, Bach Collegium Japan, Yukari Nonoshita, Robin Blaze, Makoto Sakurada, Peter Kooy, BIS 2007